# Kristian Leth
Kristian Leth (født 27. marts 1980) er en dansk musiker, forfatter og journalist uddannet fra Forfatterskolen 2002. Forsanger i bandet The William Blakes.

## Karriere

### Forfatter og musiker
Han udgav sin første digtsamling Land på Gyldendal samme år som han blev færdig med Forfatterskolen. Der gik 6 år før opfølgeren Besværet udkom på Henrik Haves forlag After Hand.
I 2008 startede han sit eget pladeselskab Speed Of Sound sammen med Frederik Nordsø og Fridolin Nordsø. Deres første udgivelse var med bandet The William Blakes, hvor de tre også udgør medlemmerne, sammen med Bo Rande. På samme selskab har han udgivet sit soloprojekt Baron Criminel, en blanding af voodoo-rytmer fra Haiti, elektronisk musik og tekster om magi.
Han har sammen med Fridolin Nordsø produceret og skrevet for Oh Land og Pernille Rosendahl. Og de to lancerede i 2012 projektet Dragonborn, hvor første single Looking for Lovin' med sangerinden Coco fra bandet Quadron blev P3s Uundgåelige.
I 2012 udkom hans soloplade Hjemad med danske tekster. 
Han har sammen med Fridolin Nordsø lavet musik til filmene Det erotiske menneske, De fem benspænd og Jeg taler til jer, og til TV-serien Rita på TV2 hvor han også stod for titelsangen Speak Out Now sammen med Fridolin Nordsø og sangerinden Oh Land. De to lavede med Jacob Bellens også titelsangen The Words til TV-serien Dicte, ligeledes på TV2. Den sidstnævnte sang blev anden single fra Dragonborn.
I 2016 udkom Leths anden soloplade Fremmed Land. Samme år udgav han bogen Historien om det hele skrevet med Eske Willerslev, samt digtsamlingen Vinden ind ad døren. 
I 2017 udkom romanen Mithos.

### Radio og tv-journalist
Sideløbende med sit arbejde som forfatter og musiker, har Kristian Leth arbejdet som vært og journalist for DR, Radio24syv og Radio Klassisk. I 2004 blev han ansat på DR hvor han var radiovært på P3 med Missionærerne og på P1. Fra 2005 til 2007 var han samtidig vært på tv-programmet Liga, hvor han præsenterede dansk og udenlandsk musik. 
Fra november 2009 til og med februar 2010 var Kristian Leth vært på Agenda på P1. Fra 2011 til 2012 var han vært på programmet Album sammen med journalist Ralf Christensen på P6.
I 2012 var han fast gæstevært på kulturprogrammet AK24syv på Radio 24syv, og han lavede i sommeren 2012 programserien "Kristian Leths magiske cirkel" på samme kanal. Denne serie på 20 programmer var en serie interviews of reportager med okkultister, magikere og mystikere, bl.a. Erwin Neutzsky-Wulff, Lars Muhl, Carl Abrahamsson, Thomas Karlsson, samt medlemmer af Rosenkorsordenen AMORC, Ordo Templi Orientis og Necronomicon-skolen af magi eller Asaru-traditionen i New York.
I august 2013 introducerede han DR P2's lyttere til Richard Wagners Nibelungens Ring i en serie over 5 afsnit. Serien vandt den europæiske radiopris Prix Italia i 2014 for årets musikværk, samt DRs Sprogpris. efteråret 2013 var Kristian Leth vært på programserien Den Anden Dimension på DR K, der omhandlede ritualer inden for mere eller mindre kendte spirituelle retninger som Wicca, Pinsekirken, nordisk shamanisme og Buddhisme.
Siden har han produceret podcasts for DR P2 og Politiken om bl.a. norsk black metal, Hildegard af Bingen og Glenn Gould. Sammen med Ralf Christensen har han lavet over 50 programmer i serien Album, der begyndte som et DR P6 podcast, men siden 2015 har været et uafhængigt projekt, finansieret via Kickstarter med titlen Album 2015 og Album 2016.
I 2017 vandt han Prix Radio prisen Årets musikprogram, for de fire programmer Kristian Leth og Outsideren på DR P2 om Glenn Goulds to indspilninger af Goldbergvariationerne skrevet af Johann Sebastian Bach.
Siden januar 2022 har Kristian Leth lavet radioprogrammet Bibelen Leth fortalt på P1 sammen med journalist Lauge Hendriksen. 
I maj 2024 blev 5 afsnit af podcast-serien Grundtvig Leth fortalt udgivet. Hvor Kristian Leth og historiker Erik Havsteen dykker ned i N. F. S. Grundtvig, sammen med en række af grundtvigeksperter, for at finde ud af hvordan Grundtvigs ideer har formet, hvad vi i dag forstår ved at være dansk. 

### Film
Kristian Leth har medvirket i film som Min søsters børn i Ægypten (2004), Midsommer (2003) og Små ulykker (2002) samt tv-julekalenderen Jul på Kronborg (2000).

## Privatliv
Han er søn af digteren og filminstruktøren Jørgen Leth og skuespillerinden Hanne Uldal. Desuden er han halvbror til musikeren og entertaineren Mikkel Schrøder Uldal. Kristian Leth er gift med filminstruktør Tea Lindeburg med hvem han har børnene Elva, Palma og Wilder. Han bor sammen med sin familie i Brooklyn i New York, hvor de har boet siden 2014. Han har sagt i et interview at han "ikke tænker på at flytte hjem til Danmark lige nu, men måske i fremtiden."[kilde mangler]

## Diskografi
- Wayne Coyne – The William Blakes, Speed Of Sound, 2008
- Dear Unknown Friend – The William Blakes, Speed Of Sound, 2009
- Rapture – Baron Criminel, Speed Of Sound, 2009
- The Way Of The Warrior – The William Blakes, Speed Of Sound, 2010
- Music Wants To Be Free – The William Blakes, Speed Of Sound 2011
- Hjemad – Kristian Leth, Speed Of Sound 2012
- An Age of Wolves – The William Blakes, Speed Of Sound 2013
- Purple Ball – The William Blakes, Warner Music Denmark 2014
- Fremmed land – Kristian Leth, ArtPeople 2016
- Ride Upon The Storm – Dragonborn, Speed of Sound 2018
- 1991 – The William Blakes, Speed of Sound 2019
- Europa – The William Blakes, Speed of Sound 2020
- Stormen - Kristian Leth, Speed of Sound 2021
- Islands of Violence - The William Blakes, Speed of Sound 2021
- En tid med mirakler - Kristian Leth, Speed of Sound 2022
- Let the darkness in - The William Blakes, Speed of Sound 2024

## Filmografi

### Film
- Små ulykker 2002
- Midsommer 2003
- Min søsters børn i Ægypten 2004

### Tv
- Jul på Kronborg 2000

## Eksterne link
- Officiel hjemmeside
- "Kristian Leths magiske cirkel" på Radio 24syv Arkiveret 19. august 2012 hos  Wayback Machine
- "Album" på P6Beat Arkiveret 23. april 2012 hos  Wayback Machine
- Uddrag af Land Arkiveret 11. februar 2007 hos  Wayback Machine
- The William Blakes på MySpace
- Berlingske Tidende om The William Blakes og Speed Of Sound
- Anmeldelse af The William Blakes
- Kristian Leth på Forfatterweb.dk
- Kristian Leth på Internet Movie Database (engelsk)
- Kristian Leth på Filmdatabasen
- Kristian Leth på danskefilm.dk
- Kristian Leth på danskfilmogtv.dk
- Kristian Leth på Scope
- Kristian Leth på Svensk Filmdatabas (svensk)
- Kristian Leth på AlloCiné (fransk)
- Kristian Leth på AllMovie (engelsk)
- Kristian Leth på The Movie Database (engelsk)